# Cucina bengalese
La cucina bengalese è lo stile culinario del Bengala, regione che comprende il Bangladesh e gli stati indiani del Bengala Occidentale e Tripura.
La cucina è stata modellata dalla variegata storia e dal clima della regione.
È nota per il suo uso diversificato di sapori, incluso l'olio di senape, nonché per la varietà di dolciumi e dessert. C'è una forte enfasi sul riso come alimento base, con il pesce che tradizionalmente è la proteina più comune. I pesci d'acqua dolce sono preferiti rispetto al pesce di mare, sebbene il barramundi, conosciuto come bhetki, sia anch'esso diffuso. Anche la carne è una proteina comune tra i bengalesi, con pollo e montone come le carni più popolari. Il manzo è popolare all'interno della comunità musulmana. Più recentemente, le lenticchie hanno iniziato a costituire una parte significativa della dieta. 
Molte tradizioni culinarie bengalesi derivano da attività sociali, come l'adda, la festa dell'Eid, il Furir Bari Iftari o il Mezban.